# Controle de movimento

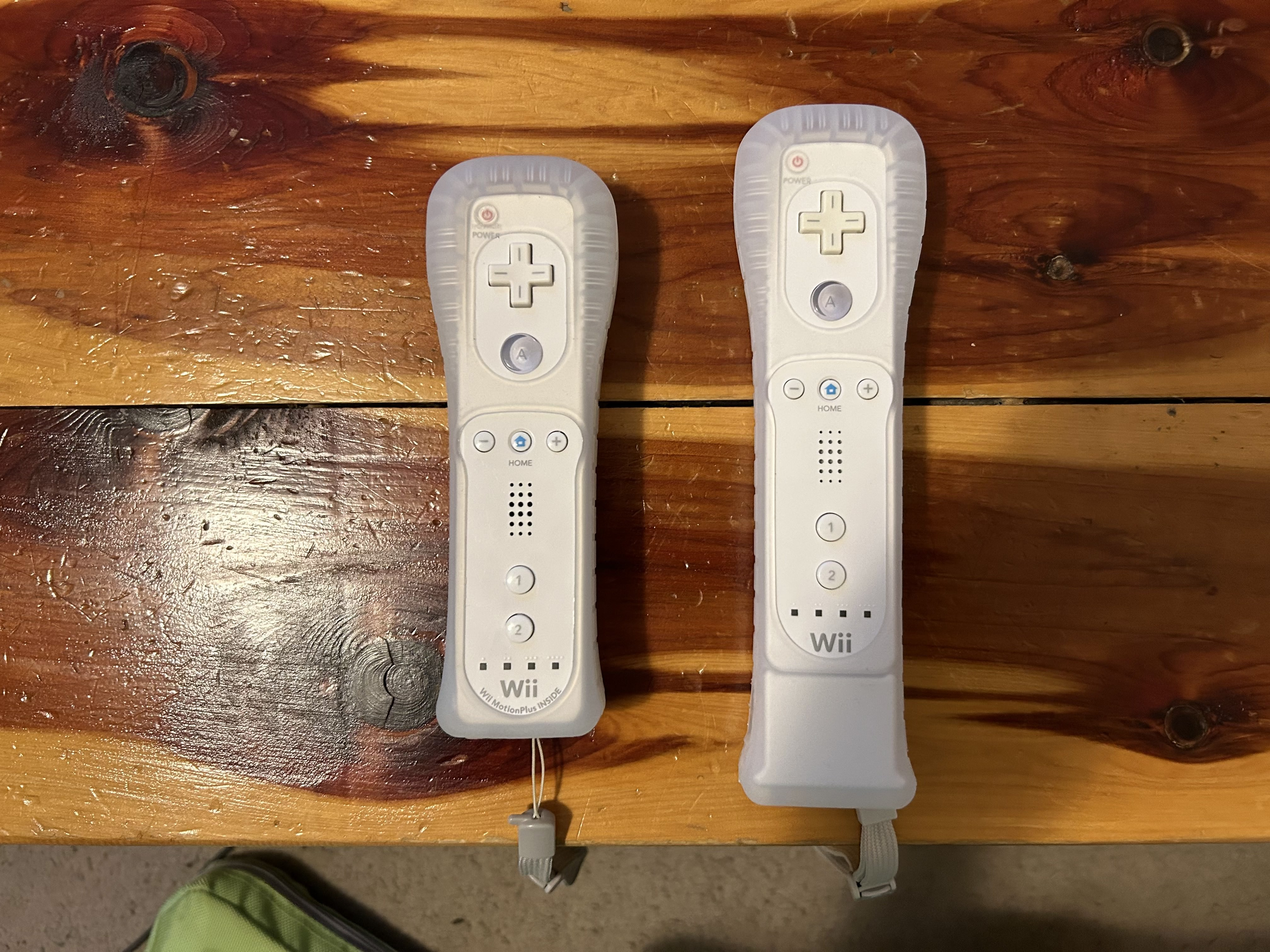
O acessório Wii Remote Plus e Wii Remote com Motion Plus

Na computação, um controle de movimento é um tipo de dispositivo de entrada que usa acelerômetros, giroscópios, câmeras ou outros sensores para rastrear movimento .
Os controles de movimento podem ser usados como controles de jogos, para realidade virtual e outros propósitos de simulação e também como periféricos de entrada para TVs inteligentes e computadores pessoais .
Muitas das tecnologias necessárias para controles de movimento são frequentemente usadas juntas em smartphones para fornecer uma variedade de funções, incluindo aplicativos móveis para usá-los como controles de movimento.

## Tecnologias
Controles de movimento usaram uma variedade de diferentes sensores com diferentes combinações para detectar e medir movimentos, por vezes com comandos separados e outras vezes juntos para fornecer uma informação mais precisa ou confiável. Em dispositivos modernos, a maioria dos sensores são circuitos integrados especializados. Os itens seguintes são exemplos de métodos atuais e históricos de rastreamento de movimento.

### Sensores de movimento inercial
Unidades de Medição Inercial (IMUs) são usadas para detectar a taxa de mudança na rotação usando giroscópios e a mudança na velocidade usando acelerômetros. Eles geralmente são encontrados juntos no mesmo circuito integrado e podem ser usados juntos para fornecer rastreamento de seis graus de liberdade ( 6DOF ).

### Câmeras
Sensores de imagem são usados em conjunto com a visão computacional e são colocados em locais como dispositivos portáteis, vestíveis, ambientais para detectar as localizações relativas de outros dispositivos e do ambiente ou para detectar os movimentos de qualquer ou todas as partes do corpo do usuário. Eles podem ser usados em combinação com emissores de luz pareados que são rastreados diretamente quando vistos pela câmera ou indiretamente por meio de reflexos de luz infravermelha.

### Magnetômetro
Um sensor de campo magnético em um dispositivo que pode ser usado para detectar a direção do campo magnético da Terra ou a direção de uma estação base próxima.

### Mecânico
Métodos de detecção mecânica usando potenciômetros, sensores de efeito Hall e codificadores incrementais têm sido historicamente usados como base para rastreamento de movimento, mas desde então foram substituídos por MEMS e outros tipos de tecnologias de circuitos integrados. Esses sensores são usados para rastrear conexões mecânicas entre um elemento de controle e um objeto estático, como um gabinete de fliperama.
Balanças que usam células de carga têm sido usadas para detectar alterações de equilíbrio e outros movimentos corporais por meio de mudanças na distribuição de peso e flutuações momentâneas no peso medido.
Independentemente de seu uso no rastreamento de movimento, os sensores mecânicos continuam sendo muito utilizados em joysticks, controles de movimento e outros dispositivos de entrada.

### Outros
Triangulação ultrassônica e interruptores de mercúrio foram vistos em periféricos opcionais para consoles de videogame domésticos na década de 1980.

## História
Os primeiros usos de controles de movimento incluíram o jogo de arcade Hang-On, do Sega AM2, que era controlado por um gabinete de fliperama parecido com uma motocicleta, que o jogador movia com o corpo. Isso deu início à tendência "Taikan", o uso de gabinetes de fliperama hidráulicos controlados por movimento em muitos jogos de fliperama do final da década de 1980, duas décadas antes dos controles de movimento se tornarem populares em consoles de videogame .
O headset Sega VR foi um dos primeiros dispositivos de VR não lançados com rastreamento de movimento integrado, anunciado pela primeira vez em 1991. Seus sensores rastreavam o movimento e a posição da cabeça do jogador. Outro exemplo antigo é o jogo de arcade Shoot'em up de 2000, Police 911, que usava tecnologia de rastreamento de movimento para detectar os movimentos do jogador, que são refletidos pelo personagem do jogador dentro do jogo. O Atari Mindlink foi um dos primeiros controles de movimento propostos para o Atari 2600, que media o movimento das sobrancelhas do usuário com uma faixa na cabeça.
O Sega Activator foi baseado na Light Harp inventada por Assaf Gurner. Ele foi lançado como um acessório opcional para o Mega Drive (Genesis) em 1993 e podia ler os movimentos físicos do jogador usando rastreamento de movimento de corpo inteiro. Foi um fracasso comercial devido à sua "dificuldade de manejar e imprecisão".
Os controles de movimento se tornaram mais amplamente distribuídos com a sétima geração de consoles de videogame . O controle remoto Wii do console Nintendo Wii usava um sensor de imagem para que pudesse ser usado como um dispositivo apontador junto com um acelerômetro para rastrear movimentos em linha reta e a direção da gravidade. O acessório Nunchuk para uso na segunda mão também contava com um acelerômetro. Uma linha posterior de acessórios e controles atualizados, rotulados com o recurso Motion Plus, adicionaram sensores giroscópicos para rastrear todos os três eixos de rotação, independentemente do controle ter ou não linha de visão para a barra de sensores.
O PlayStation 3 foi lançado com o controle Sixaxis incluído, que apresentava rastreamento de movimento por acelerômetro de três eixos e um giroscópio de um eixo, sem incluir o feedback tátil (vibração) visto em outros consoles modernos, deixando preocupações com interferência. Ambos os recursos foram incluídos na atualização posterior do controle DualShock 3 .
Vários dispositivos baseados em varinhas com acelerômetro e sensores giroscópicos surgiram em seguida, incluindo o ASUS Eee Stick, o Sony PlayStation Move (adicionando visão computacional por meio do PlayStation Eye para auxiliar no rastreamento de posição) e o HP Swing. Outros sistemas usavam mecanismos diferentes para entrada, como o Kinect da Microsoft, que combinava luz infravermelha estruturada e visão computacional, e o Razer Hydra, que usava um magnetômetro.
A Nintendo e a Sony adotariam o rastreamento de movimento usando giroscópios e acelerômetros como um recurso de hardware padrão em gerações sucessivas, começando com seus consoles portáteis, o 3DS e o PS Vita, ambos com os acelerômetros e giroscópios de três eixos necessários. Na oitava geração de consoles de videogame, a Nintendo e a Sony incluíram esses sensores como um recurso padrão de seus controles de jogo de duas mãos, o Wii U GamePad e o DualShock 4 . Os consoles também tinham suporte para alguns dispositivos da geração anterior de controles de movimento, dependendo dos jogos individuais.
O controle da Steam da Valve foi projetado exclusivamente para uso em PCs e exigia o software Steam. Seus sensores 6DOF foram disponibilizados para uso em jogos publicados no Steam, e as opções disponíveis aos usuários permitiam o uso de seu giroscópio como um controle de . Seus recursos de rastreamento de movimento seriam posteriormente adaptados para o Steam Deck .
Uma onda de headsets de realidade virtual lançados na década de 2010 adotou formas de controladores de movimento 6DOF; o HTC Vive foi fornecido com controles de movimento, enquanto os controles conhecidos como Oculus Touch foram lançados inicialmente como um acessório opcional para o Oculus Rift em dezembro de 2016, e se tornaram parte de seu equipamento padrão em julho de 2017. Ambos os controles são rastreados usando emissores infravermelhos colocados no espaço de jogo. Mais tarde, a Oculus mudou para um sistema de rastreamento "de dentro para fora" para o Oculus Quest e o Rift S, onde os controles são rastreados por câmeras no próprio fone de ouvido.
O console híbrido doméstico/portátil Nintendo Switch e seus controles Joy-Con incluídos apresentam sensores de 6 graus de liberdade em cada controle do par, bem como no corpo principal do console. Os controles opcionais Nintendo Switch Pro Controller e Poké Ball Plus também contam com sensores 6DOF.
Na nona geração, o PlayStation 5 da Sony continua a fornecer rastreamento de movimento semelhante para os controles DualSense incluídos, ao mesmo tempo em que oferece suporte ao uso de gerações mais antigas de controles de movimento ao jogar jogos compatíveis com versões anteriores.

## Controles conhecidos
- Controle Wii ( Wii e Wii U )
- Sixaxis ( PlayStation 3 )
- DualShock 3, 4 e DualSense ( PlayStation 3, PlayStation 4 e PlayStation 5 )
- PlayStation Move (PlayStation 3, PlayStation 4 e PlayStation 5)
- Wii U GamePad (Wii U)
- Kinect ( Xbox 360 e Xbox One )
- Razer Hydra
- Xavix
- Joy-Con e controle Nintendo Switch Pro ( Nintendo Switch )
- Controle da Steam
- Steam Deck